# Kurama
Kurama ist eine platoide Sprache innerhalb der Untergruppe der Benue-Kongo-Sprachen, welche ihrerseits die größte Sprachgruppe der Niger-Kongo-Sprachfamilie sind.
Die Sprache wird nativ ausschließlich in Nigeria gesprochen, mit etwas mehr als 40.000 Sprechern (Schätzung von 2000). Kurama-Sprecher sind vor allem in den nördlichen zentralen Bundesstaaten Nigerias, namentlich Kaduna und Kano, anzutreffen.